# Zoo Tycoon 2: Bedreigde Diersoorten
Zoo Tycoon 2: Bedreigde Diersoorten (Engels: Zoo Tycoon 2: Endangered Species) is het eerste uitbreidingspakket van het bedrijfssimulatiespel Zoo Tycoon 2. Het pakket voegt bedreigde diersoorten aan het spel toe.

## Gameplay

### Rondleidingen
In dit uitbreidingspakket kan de speler een Jeep Wrangler of Jeep Commander door de verblijven in de dierentuin laten rijden. Het is mogelijk een stoeltjeslift te bouwen, zodat bezoekers een panoramisch uitzicht over de dierentuin kunnen hebben. Houten en stenen verhoogde paden kunnen gebouwd worden, waardoor de bezoekers over de verblijven kunnen lopen en zo ook een beter zicht hebben op de dieren. Er zijn ook een aantal objecten beschikbaar om de rondleiding interessanter te maken, onder andere een sneeuwspuiter en tunnels. De bezoeker zal de rondleiding daardoor beter beoordelen. Als extraatje kunnen gasten nu ook munten in de fonteinen gooien, wat de behoefte plezier verbetert. Ook kunnen de gasten hun gezicht laten schminken als panda's, tijgers, enzovoort.

### Dieren
Deze uitbreiding bevat 20 nieuwe diersoorten, waarvan het grootste deel in het wild bedreigd is, of heel erg beschermd wordt. Sommige dieren hebben nieuwe skins. Dit wil zeggen dat wanneer de speler een dier koopt, er een kans bestaat dat het dier er anders uitziet dan de andere dieren van dezelfde soort.
Een aantal voorbeelden zijn:
- Witte Bengaalse tijgers
- Oranjebruine kleur van de hyenahonden
- Ander strepenpatroon van de zebras
- Ander vlekkenpatroon van de cheeta's en de jaguars
- Lichtere kleur van de Afrikaanse olifanten
- Donkerdere kleur van de elanden, de dwergnijlpaarden en de Javaanse neushoorns
- Donkerdere kleur van de Walrussen (Marine Mania benodigd)
- Zwarte sabeltandtijgers (Uitgestorven Diersoorten benodigd)

Niet alleen exotische dieren, maar ook nieuwe exotische planten zijn aanwezig in deze uitbreiding.

#### Lijst van dieren
| Dier                     | Biotoop            | Beschikbaar vanaf | Beschermingsstatus |
| ------------------------ | ------------------ | ----------------- | ------------------ |
| Afrikaanse wilde hond    | Savanne            | 3,5 sterren       | Bedreigd           |
| Sabeloryx                | Woestijn           | 1 ster            | Ernstig bedreigd   |
| Amerikaanse bizon        | Weide              | 0,5 ster          | Enigszins bedreigd |
| Bairds tapir             | Tropisch regenwoud | 1,5 sterren       | Bedreigd           |
| Brilbeer                 | Gematigd woud      | 4 sterren         | Kwetsbaar          |
| Fennek                   | Woestijn           | 2 sterren         | Enigszins bedreigd |
| Floridapanter            | Moeras             | 5 sterren         | Ernstig bedreigd   |
| Galapagosreuzenschildpad | Kreupelhout        | 1,5 sterren       | Kwetsbaar          |
| Grijze wolf              | Noordelijk bos     | 2,5 sterren       | Enigszins bedreigd |
| Javaanse neushoorn       | Tropisch regenwoud | 3,5 sterren       | Ernstig bedreigd   |
| Koala                    | Gematigd woud      | 2,5 sterren       | Enigszins bedreigd |
| Komodovaraan             | Kreupelhout        | 2 sterren         | Kwetsbaar          |
| Kuifgibbon               | Tropisch regenwoud | 4 sterren         | Bedreigd           |
| Orang-oetan              | Tropisch regenwoud | 4,5 sterren       | Bedreigd           |
| Spaanse lynx             | Gematigd woud      | 3,5 sterren       | Ernstig bedreigd   |
| Przewalskipaard          | Weide              | 3 sterren         | Ernstig bedreigd   |
| Rendier                  | Toendra            | 0,5 ster          | Kwetsbaar          |
| Sabelantilope            | Savanne            | 2 sterren         | Ernstig bedreigd   |
| Schroefhoorngeit         | Berggebied         | 2 sterren         | Bedreigd           |
| Veelvraat                | Noordelijk bos     | 3 sterren         | Kwetsbaar          |

## Grafische verbeteringen
Bedreigde Diersoorten introduceert ook nieuwe grafische updates en patches. Spelers kunnen het water laten reflecteren door de detailweergave hoger te zetten. Bomen, eten en alle 2D-objecten in het originele spel zijn geüpdatet tot 3D. Hiervoor heeft de speler echter een betere grafische kaart nodig.